# Free and Easy
Free and Easy es el sexto álbum de estudio de la cantante australiana-estadounidense Helen Reddy. Fue publicado en octubre de 1974 por el sello Capitol Records.

## Grabación y contenido
Las sesiones de grabación del álbum tuvieron lugar en tres estudios diferentes de California: Hollywood Sound, The Burbank, y Capitol Studios. Joe Wissert produjo Free and Easy mientras que Tom Perry y Bruce Botnick se desempeñaron como ingenieros de audio. Para finales de septiembre de 1974, Wissert anunciaría que se habían completado las pistas principales y las grabaciones vocales del álbum. Free and Easy contenía diez canciones. Muchos de los temas del álbum eran composiciones contemporáneas, como la canción que da nombre al álbum, que fue escrita por Tom Jans. Otras canciones del álbum eran versiones de material previamente grabado por otros artistas. Esto incluyó una versión de «Raised on Rock», que fue un éxito uno para Elvis Presley en 1973. Además de cantar coros en «Free and Easy», Nick DeCaro añadió arreglos de cuerdas a muchas de las pistas.

## Recepción de la crítica
Un escritor no especificado de la revista Cash Box elogió la “resplandeciente” voz de Reddy  en cada corte, así como la producción de Joe Wissert que destaca lo mejor que la talentosa cantante tiene para ofrecer.

## Lista de canciones
| Lado uno |                                 |                            |          |  |
| N.º      | Título                          | Escritor(es)               | Duración |  |
| 1.       | «Angie Baby»                    | Alan O'Day                 | 3:29     |  |
| 2.       | «Raised on Rock»                | Mark James                 | 3:12     |  |
| 3.       | «I've Been Wanting You So Long» | Peter Allen Jeff Barry     | 3:40     |  |
| 4.       | «You Have Lived»                | Don McLean                 | 3:48     |  |
| 5.       | «I'll Be Your Audience»         | Becky Hobbs Lewis Anderson | 3:19     |  |

| Lado dos |                             |                                  |          |  |
| N.º      | Título                      | Escritor(es)                     | Duración |  |
| 1.       | «Emotion»                   | Patti Dahlstrom Véronique Sanson | 4:10     |  |
| 2.       | «Free and Easy»             | Tom Jans                         | 2:46     |  |
| 3.       | «Loneliness»                | Paul Williams Kenny Ascher       | 3:30     |  |
| 4.       | «I Think I'll Write a Song» | Helen Reddy Allen                | 2:22     |  |
| 5.       | «Showbiz»                   | Dennis Tracy                     | 3:04     |  |

## Créditos y personal
Créditos adaptados desde las notas de álbum de Free and Easy.
Músicos
- Helen Reddy – voces
- Nick DeCaro – coros en «Free and Easy»
- The Pointer Sisters – coros en «Showbiz»

Personal técnico
- Joe Wissert – productor
- Tom Perry – ingeniero de audio
- Bruce Botnick – ingeniero de audio
- Nick DeCaro – arreglos, conductor
- Roy Kohara – director artístico
- Michael Bryan – ilustración

## Posicionamiento

### Gráfica semanal
| Gráfica (1974–75)                         | Pico de posición |
| ----------------------------------------- | ---------------- |
| Australia (Kent Music Report)             | 33               |
| Canadá (RPM Top Albums)                   | 9                |
| Estados Unidos (Billboard Top LPs & Tape) | 8                |
| Nueva Zelanda (Recorded Music NZ)         | 16               |
| Reino Unido (Record Mirror Top 50 Albums) | 17               |

### Gráfica de fin de año
| Gráfica (1975)                            | Pico de posición |
| ----------------------------------------- | ---------------- |
| Canadá (RPM Top Albums)                   | 54               |
| Estados Unidos (Billboard Top LPs & Tape) | 38               |

## Certificaciones y ventas
| País                                                     | Certificación | Ventas   |
| -------------------------------------------------------- | ------------- | -------- |
| Estados Unidos (RIAA)                                    | Oro           | 500 000* |
| Nueva Zelanda (RMNZ)                                     | Oro           | 7500*    |
| Reino Unido (BPI)                                        | Plata         | 100 000* |
| *cifras de ventas basadas únicamente en la certificación |               |          |